# 余在言
余在言（Yu Jesse Joy Yin，2001年10月8日—），香港足球運動員，司職進攻中場，現時效力中國甲組足球聯賽球會石家莊功夫。

## 早年經歷
余在言生於香港，於巴塞足球訓練學校展開正統足球訓練，後來代表傑志梯隊出戰青年聯賽。2015年轉投車路士足球學校（香港），在高中最後一年為球隊於丙組聯賽中上陣。
余在言中學時就讀於英皇佐治五世學校，畢業後曾赴加拿大升讀不列顛哥倫比亞大學，一年後回流香港就讀香港大學文理學士課程。

## 球會生涯
2020/21年賽季，余在言加盟香港超級聯賽球會愉園，展開職業球員生涯。因要兼顧大學學業，未能全力參與操練，上陣機會寥寥。他在菁英盃對南區的分組賽中後備入替，完成職業生涯地標戰。

#### 標準流浪
2021/22年賽季，愉園自降甲組，余在言改投港超聯球會標準流浪。該季他主要在菁英盃比賽中上陣。2022/23年賽季，余在言在聯賽和菁英盃均取得長足的上陣機會，他在菁英盃對晉峰的分組賽中取得職業生涯首個入球。2023年1月，余在言到日本丙組聯賽球會鹿兒島聯試腳兩周。因日本球會普遍對外援質素要求很高，未能獲球隊青睞。

#### 東方
2023/24年賽季，余在言轉投港超聯球會東方，隨球隊奪得足總盃冠軍。當季的香港足球明星選舉，余在言奪得最佳年青球員獎。2024/25年賽季，余在言首次出戰亞洲賽事，於6場亞冠盃二級聯賽分組賽中全數以正選身份上陣，在對廣島三箭和悉尼的比賽中共交出兩球助攻。
2025年1月，余在言改投中甲球隊石家莊功夫，迎戰2025年中甲賽季。

## 國際賽生涯
2018年3月，余在言代表香港U17出戰「賽馬會國際青年足球邀請賽2018」。2019年4月，余在言代表香港U18出戰「賽馬會國際青年足球邀請賽2019」。2019年9月，余在言隨香港U18赴台灣高雄出戰邀請賽，在第一場對直布羅陀U19的比賽中後備上陣梅開二度，為球隊追平比分，但最終無法取得勝利。

#### 奧運隊
2021年10月，余在言代表香港U23赴日本出戰U23亞洲盃外圍賽，可惜最終以兩戰兩敗成績出局。2023年3月，余在言以隊長身份代表香港U22到新加坡出戰魚尾獅盃。2023年9月，余在言以隊長身份代表香港U23赴烏茲別克再次出戰U23亞洲盃外圍賽，在對烏茲別克的分組賽中慘敗0:10。同月，他獲選入亞運隊出戰杭州亞運足球比賽，並成為主力球員之一。港隊最終以第4名完成亞運之旅，是香港參與亞運足球比賽歷來最佳成績。

#### 成年隊
2022年6月14日，余在言在2023年亚洲杯外圍赛对印度的分組賽中，首次代表香港隊上場。次月，他繼續獲選出戰東亞盃決賽周，在對南韓的小組賽中後備上陣。2023年3月，因大港腳人腳不整，他獲補選入隊參加作客對馬來西亞的友誼賽。
2023年12月，余在言入選香港隊決選名單，赴卡塔爾出戰亞洲盃，在首場對阿聯酋的分組賽後備上陣。2024年9月，余在言隨港隊赴斐濟參加三角友誼賽，在對所羅門群島的比賽中首次為港隊以正選身份上陣。

## 榮譽
東方
- 香港足總盃冠軍（2023–24季度）

個人
- 香港足球明星選舉 最佳青年球員（2023–24季度）

## 生涯統計

### 球會
最後更新：2025年1月25日
| 效力球會 | 球季     | 聯賽     | 聯賽 | 聯賽 | 足總盃 | 足總盃 | 高級組銀牌 | 高級組銀牌 | 菁英盃 | 菁英盃 | 亞洲賽事 | 亞洲賽事 | 總計 | 總計 |
| 效力球會 | 球季     | 聯賽     | 上陣 | 入球 | 上陣   | 入球   | 上陣       | 入球       | 上陣   | 入球   | 上陣     | 入球     | 上陣 | 入球 |
| -------- | -------- | -------- | ---- | ---- | ------ | ------ | ---------- | ---------- | ------ | ------ | -------- | -------- | ---- | ---- |
| 愉園     | 2020–21  | 港超     | 1    | 0    | –      | –      | –          | –          | 1      | 0      | –        | –        | 2    | 0    |
| 標準流浪 | 2021–22  | 港超     | 1    | 0    | 1      | 0      | –          | –          | 7      | 0      | –        | –        | 9    | 0    |
| 標準流浪 | 2022–23  | 港超     | 12   | 3    | 2      | 0      | 2          | 0          | 9      | 1      | –        | –        | 25   | 4    |
| 東方     | 2023–24  | 港超     | 15   | 1    | 3      | 0      | 3          | 0          | 1      | 0      | –        | –        | 22   | 1    |
| 東方     | 2024–25  | 港超     | 8    | 0    | –      | –      | 2          | 0          | 0      | 0      | 6        | 0        | 16   | 0    |
| 生涯總計 | 生涯總計 | 生涯總計 | 37   | 4    | 6      | 0      | 7          | 0          | 18     | 1      | 6        | 0        | 74   | 5    |

1. ↑  賽事因新冠病毒大流行而取消
2. ↑  賽事因新冠病毒大流行而取消
3. ↑  賽事因新冠病毒大流行而腰斬，球隊只踢了4場聯賽
4. ↑  賽事因新冠病毒大流行而腰斬，球隊只踢了兩場比賽
5. ↑  賽事因新冠病毒大流行而停辦
6. ↑  賽事因新冠病毒大流行而腰斬，球隊只踢了8場比賽

#### 國際賽
最後更新：2025年1月25日
| 代表隊 | 年份 | 上陣 | 入球 |
| ------ | ---- | ---- | ---- |
| 香港   | 2022 | 2    | 0    |
| 香港   | 2024 | 11   | 0    |
| 總數   | 總數 | 13   | 0    |

## 外部連結
- 香港足球總會網頁球員註冊資料 （页面存档备份，存于）